# Warsaw Electronic Festival
Warsaw Electronic Festival (WEF). Music and Technology – Electronic Art Meeting – festiwal muzyki elektronicznej, sztuki wizualnej oraz nowych mediów organizowany od 2001 roku. WEF skupiony był głównie na prezentacji twórczości artystów tworzących pod wpływem technologii. Od samegopoczatku, podczas głównego wydania festiwalu, prezentowani byli artyści polscy oraz gościnnie  artyści zagraniczni. W ciągu 10 lat działalności festiwal pomógł ponad 300  polskim projektom w zaprezentowaniu swojej twórczości szerszej publiczności. Należy podkreślić, że WEF od początku skupiał się na prezentacji zarówno muzyki elektronicznej jak i eksperymentalnej, a także nowych mediów, podejmując w tym celu współpracę z innymi instytucjami takimi jak WRO Centrum Sztuki, Zachęta, MIT Media Lab, Radiostadt Nul
W 2005 roku festiwal stał się bardziej otwarty, tworząc społeczność muzyków i platformę do wymiany doświadczeń oraz poglądów na temat tworzenia muzyki elektronicznej. Portal www.wef.pl przeistoczył się w portal społecznościowy. Obecnie to również galeria prezentująca bieżące dokonania muzyków, miejsce wymiany ich opinii i – co najważniejsze – źródło darmowej muzyki. WEF bowiem od samego początku wspiera ideę wolnej muzyki i wolnej wymiany myśli.
Idąc tym tropem – w 2009 roku Fundacja Sztuka i Technologia będąca formalnym organizatorem festiwalu zaczęła organizować konferencje środowiska WEF pod nazwą WEFCON. Konferencja ta jest zawsze poświęcona technologii oraz jej wpływowi na sztukę i towarzyszą jej liczne warsztaty. Na konferencji swoje prelekcje prezentują zarówno artyści WEF, jak i znane postacie ze świata sztuki.
Poza głównym wydaniem festiwalu, organizowanym mniej więcej w połowie roku, WEF organizuje mniejsze koncerty, lub patronuje wydarzeniom, które również promują polską sztukę elektroniczną. Część wydarzeń, zarówno powiązanych z głównym wydaniem festiwalu, jak i mniejszymi imprezami, odbywa się z gmachu Narodowej Galerii Sztuki „Zachęta”, która od lat wspiera działania WEF.

## Projekty stworzone z inicjatywy społeczności WEF

### WEF Conference (WEFCON)
Ideą Warsaw Electronic Festival Conference jest propagowanie rozwoju sceny, szersze, bardziej interdyscyplinarne spojrzenie na działalność artystyczną oraz otwarta dyskusja na temat planowanych zmian w narzędziach służących artystom sceny WEF do tworzenia muzyki.
Dotychczas odbyły się dwie konferencje: w listopadzie 2009 roku (14 oraz 21 listopada) oraz w grudniu 2010 roku. Swoją wiedzą dotychczas dzielili się: Paweł Janicki (WRO), Paweł Ryttel (WEF), Piotr Michałowski (WEF), Wojtek Morawski (ESKULAP), Grzegorz Bojanek (WEF), Krzysztof Cybulski (WEF), Marek Zawadzki (PCSS), Mariusz Adamiak (WSJD), Jerzy Kordowicz (Polskie Radio), Przemysław Moskal, Jarek Grzesica (WEF), Kamil Pączkowski (MTV Polska), Roch Forowicz (ASP), Maciej Polański (Estrada i Studio), Jerzy Szczerbakow (Radio Jazz), Tadeusz Sudnik, Robert Jeszke, Wojciech Dagiel, MicroKino.

### WEF on Tour
W 2007 roku WEF zaczął wychodzić poza granice Warszawy, organizując serię koncertów o nazwie WEF on Tour w różnych miastach Polski. Od października 2007 do maja 2008 zorganizowano 8 koncertów. Pod koniec 2008 roku dzięki wsparciu sponsora trasa została wznowiona i zakończyła się w sierpniu 2009 po 15 koncertach. Dotychczas WEF on Tour zagościł w takich miastach jak: Bytom, Częstochowa, Katowice, Kraków, Sopot, Lublin, Łódź, Olsztyn, Poznań, Radom, Wrocław, z przystankami w Warszawie.

### WEFREC
WEFREC to wytwórnia muzyczna stworzona przez środowisko WEF, która do tej pory wydawała kompilacje upamiętniające większe wydarzenia na scenie. Dotychczas opublikowano następujące wydawnictwa:
Kompilacje:
- Laptops make history – for future compilation (2007 – CD)
- 1957-2007 50 years of Sputnik – sounds from the other side (2007 – CD – WEFREC & Eta Label)
- Days (2008 – CD/mp3)
- Dreams (2008 – CD/mp3)
- One Small Step (2009 – CD/mp3)
- New Waves (2009 – CD/mp3)
- Unknown Points (2010 – CD/mp3)
- ChoPing (2010 – DVD – WEFREC & Narodowa Galeria Sztuki „Zachęta”)
- A Sound Guide to Warsaw (2011 – CD – WEFREC & SQRT)

### WEF.LIVE.LAB
Program WEF.LIVE.LAB powstał w 2009 roku przy ścisłej współpracy z Zachętą Narodową Galerią Sztuki. Jego założeniem jest wspieranie rozwoju polskiej sztuki elektronicznej. W ramach tego programu w gmachu Zachęty organizowane są warsztaty poruszające różne aspekty techniczne tworzenia dźwięku i obrazu, oraz koncerty będące prezentacją dokonań związanych z WEF. Ponadto w ramach programu, artyści mają do dyspozycji sprzęt studyjny oraz studio mieszczące się w gmachu Zachęty.

### Future Shock
Autorska audycja Jarka Grzesicy, założyciela WEF – w Jazzradio (później RadioJazz.FM), w ramach której od 2002 roku wypromował kilkudziesięciu młodych polskich wykonawców elektronicznych, z których część została także zaprezentowana na scenie WEF (m.in.: L.O.F., April Tone, Capitan Commodore, TR21, Anthill, Qriozum i inne).

### Future Sessions
Nocne koncerty o charakterze eksperymentalnym w Polskim Radio Euro (dawniej Polskie Radio BIS), prowadzonymi przez Jarka Grzesicę oraz Mateusza Kwiatkowskiego. Na falach radia podczas nocnych sesji live można było usłyszeć artystów związanych z Warsaw Electronic Festival. Future Sessions były realizowane w Polskim Radio od 2007 do 2012 roku.

## Historia

### 2010
Warsaw Electronic Festival wydanie z 2010 roku odbyło się w dniach 16-19 czerwca w warszawskiej Zachęcie, Klubie Obiekt Znaleziony, Klubie Zaklęte Rewiry oraz w Galerii 2.0  na terenie warszawskiej Akademii Sztuk Pięknych. Festiwal odbywał się w duchu innowacji, kultury nowych mediów, inspiracji technologią. Goszczono wykonawców z Chin, Japonii, Wielkiej Brytanii, USA i Polski. Łącznie ponad 40 artystów. Festiwal zainaugurowano występem Laptopowej Orkiestry, liczącej kilkunastu wykonawców, grających synchronicznie na scenie wraz z VJ-ami. Był to hołd nawiązujący w formie elektronicznej do obchodzonego właśnie Roku Chopinowskiego.
Podczas festiwalu wystąpili: Laptop Orkiestra, Gold Plated Face (projekt Jarka Grzesicy), Menes, Guiddo (Tomasz Świtała), Michał Wolski, Pleq, K-not, Bulbuloid, Mathias Nova, Asdf, Xlorite/Krzysiek Cybulski, Zen Lu, Piotr Michałowski aka Nmls, RESOPHLECTION (Jarosław Grzesica oraz Paweł Janicki), Martinos, Dr.76 21, Dodo, Bo., Kapslook, Bionulor, Krzysztof Orluk, Kim Nasung, ChoP (Zen Lu, Grzegorz Bojanek), Xanadu, Stendek, Tetsuya Hori, RND, Vasen Pipariuuri, Kr39, ISAN, LINE UP, Mr. Zagaynikov, Liquid Molly, Minoo.
Zaprezentowano także liczne projekty wideo twórców takich jak A2xd, Ar2, Bolverk, Dr.76 21 towarzyszących muzykom. Podczas festiwalu zostały zaprezentowane prace multimedialne Przemysława Moskala do muzyki twórców WEF (projekt Digital Sculptures for Analog Sounds oparty na idei Jarka Grzesicy  zrealizowany i zaprogramowany przez Przemysława Moskala).

### 2009
6 czerwca w Warszawie miało miejsce główne wydanie Warsaw Electronic Festival. Był to zarazem dwunasty koncert WEF od początku roku i najważniejszy koncert prezentujący przekrój sceny, debiutantów, polską awangardę, wreszcie legendę: projekt japońskiego eksperymentalisty i jazzmana Toshinori Kondo.
Jednym ze szczególnych akcentów WEF był premierowy koncert kwadrofonicznego drone-projektu Gold Plated Face w Zachęcie wspólnie z Toshinori Kondo i Philippem Geistem. Mieliśmy szansę usłyszeć również projekt brytyjskiego eksperymentatora Arctic Sunrise. Łącznie w ciągu festiwalowej doby z 6 na 7 czerwca zagrało około 20 wykonawców muzycznych i zaświeciło 8 projektów wideo.
Wystąpili między innymi: Zamiataczsnów, Destructio_Vontinua, Mijagi, Tom Encore, EMOCZO, Square Extension, Mikolaj Menes, Arctic Sunrise, Gold Plated Face/T. Kondo, P. Geist, J. Grzesica, Toshinori Kondo, Guiddo, Capitan Commodore, Xlorite, Vasen Piparjuuri, Michał Wolski, FREQ-FREE (dawniej: Macrohard), FusionArt & ASX, Nmls, Noiko, RND + EleKTro mOOn, Murekk, Stendek, Kim_Nasung.

### 2008
Edycja festiwalu pod hasłem Summer Wave to całodobowa fala nowej, niezależnej elektroniki, która była dostępna w centrum Warszawy. Koncert całkowicie skoncentrowany na scenie WEF zaprezentował około 20 artystów z całej Polski. Urbanistyczną przestrzeń zapewnił klubu Mandala, umiejscowiony pośród dżungli warszawskich kamienic. Zaprezentowano czołowych wykonawców sceny WEF oraz debiutantów aspirujących do współuczestniczenia w ruchu wolnej muzyki.
Wystąpili między innymi: Vasen Piparjuuri, Kim Nasung, Liquid Molly, Gasoline, Seedinglife, Click, Burzynski, ASDF, Wiracki, Burma Project, More, The Homeless Band, RND, Dagiel, Minoo + Grzesiek Zawadzki (perkusja), Eta Carinae, Seed Project.
WEF on Tour 6.12.08
6 grudnia 2008 roku w ramach Warsaw Electronic Festival odbyły się dwa koncerty: w Narodowej Galerii Sztuki „Zachęta” oraz w klubie „Mandala”. Było to ponowne uruchomienie projektu WEF on Tour dzięki wsparciu sponsora.
W ramach koncertów zagrały najciekawsze projekty sceny nowej elektroniki, ambientu i IDM ostatnich miesięcy oraz debiutanci, tworzący nową falę WEF.
Wystąpili: Piotra Welka, Lady Aarp, Krzysztof Orluk, Minoo i Grzegorz Zawadzki, An On Bast, Capitan Commodore, Kamp, Ambot, Liquid Molly, vj Pani K, Vasen Piparjuuri, Nejmano, Pierzak/Mitka/Nasung, VJ Bo., VJ Martinos, VJ Dodo, VJ TvA2 [a2xd, VJ 76_21, Avell, Dagiel, Xlorite, Nmls, Wiracki, Noiko.

### 2007
Koncert Chill Iintrusion – WEF 2007 – odbył się na koniec wakacji, 25.08.2007 w klubie „Mandala”. Wydarzenia koncertowe trwały cały dzień i odbywały się na dziedzińcu klubu, a po zapadnięciu zmroku, także w przestrzeni klubowej.
Wystąpili następujący artyści:
Plener: SEND/RECV, BurmaProject, Antiharmonix, Dagiel, Nejmano Project, Nejmano Project + Eta Carinae, Eta Carinae vs Avell, The Homeless Band, Minoo.
Klub: Lady Aarp, Łukasz Ciszak, Click, Le Visage, Ars Deco, Wiracki.

### 2006
Na WEF2006 wystąpiły zarówno projekty o ekstremalnie eksperymentalnym charakterze, jak i te łączące elektroakustykę z jazzem. Dzięki współpracy z Etalabel wiele z nagrań live zostało zaprezentowanych na płycie składankowej z Warsaw Electronic Festival. Główne działania około festiwalowe to koncerty radiowe Future Sessions w Polskim Radio oraz cykl koncertów eksperymentalnych w klubie „Diuna”. Podobnie jak w ubiegłych latach WEF współpracował z Warsaw Summer Jazz Days prezentując projekty łączące dwa pozornie różne nurty: jazz i elektronikę. Koncerty tego cyklu odbyły się w dniach 9 oraz 19 lipca w warszawskiej „Królikarni”.
Wystąpili: An on Bast, Narzędzie, Dagiel, Krypton, Kerd, Mikołaj Harasimiuk, Radiev, Paweł Cieślak, Łukasz Lach, Radosław Bolewski, Ben Zeen, Maciej Ożóg, Ferma Nut, Milpop, Tomasz Pauszek, Looptroter, Send_Recv, Robert Jeszke, Michał Kolasiński oraz VJ PaniK.
Przy współpracy z Warsaw Summer Jazz Days wystąpili: Eta Carinae, Chmury, Philip Cathrine (WSJD), Lud Hauza, Grzesica/Masecki, Kronos Quartet (WSJD).

### 2005
22 i 23 lipca na scenie na dziedzińcu PKiN zorganizowanej wspólnie przez WSJD (Warsaw Summer Jazz Days) oraz WEF wystąpiło ponad 15 projektów z Polski, Niemiec, USA, Wielkiej Brytanii, Francji i Japonii. Główną gwiazdą była formacja Tuner, zaś podczas wspólnego koncertu Markusa Reutera oraz Pata Mastelotto (King Crimson) można było usłyszeć fuzję nowoczesnej elektroniki i progresywnych elementów postjazzu.
Dwa dni aktywności koncertowej były urozmaicone imprezami klubowymi oraz wykładami związanymi z tematyką muzyki elektronicznej. Zagrali między innymi: Dither, Andriej Kirichenko, Synthetica, Ko On Ten, Michael Stravostrand, John Scudge. Polską scenę reprezentowali między innymi: Grzegorz Bojanek, Lord Of Flies, Capitan Commodore.
WEF, oprócz dedykowanych audycji w Radiu Jazz, zainaugurował unikatowy projekt z Polskim Radiem – narodziły się radiowe koncerty WEF-owskie pod nazwą Future Session w ówczesnym Polskim Radiu BIS, prowadzone przez Jarka Grzesicę i Mateusza Kwiatkowskiego. Obie stacje – Polskie Radio BIS i Jazzradio – wzajemnie umożliwiły sobie retransmisję powstającego w ich studiach na żywo materiału.
WEF był również mocno osadzony w działaniach dotyczących nowych mediów. Zrealizowane w tym czasie wykłady sprowadzonych z USA specjalistów w tej dziedzinie były przełomowe. Przygotowali je między innymi: NetArt, prof. John Craig Freeman (instalacja interaktywna oraz wykład: „imaging Place”), prof. Sheldon Brown (dyr. CRCA Uniwersytet Kalifornijski, San Diego), Jon Cates i Daniel Eisenberg, Chris Csikszentmihalyi, Paweł Wolniewicz, Maciej Polak.

### 2004
WEF rozciągnięty został do niemal trzytygodniowego maratonu kultury elektronicznej. Była to też pierwsza odsłona WEF z dużą plenerowa publicznością. Na patio PKiN, dzięki współpracy z Mariuszem Adamiakiem i Warsaw Summer Jazz Days, powstała dwudniowa plenerowa manifestacja WEF. Na tej scenie dla około 3000 publiczności zagrali między innymi: Bus, Deadbeat (oba projekty po raz pierwszy w Polsce), Capitan Commodore, Audiomatic, T.A.S.E.E., Qriozum z Kasią Karasek, KunstBande SLA, Pojawiły się także wizualizacje Foniki i inni wykonawcy. Ponadto impreza miała swoje realizacje w klubach „Akwarium” i „Jadłodajnia Filozoficzna”, oraz w galeriach „Zachęta” i „Kordegarda”. Oprócz wymienionych wykonawców wystąpili przedstawiciele niezależnej niemieckiej sceny elektronicznej z Lipska i Drezna, związani m.in. z labelem PHONOCAKE oraz DS-X.org. WEF-em po raz pierwszy zainteresowały się też ogólnopolskie media, między innymi „Gazeta Wyborcza” oraz Polskie Radio, a także Polsat i TVP.
WEF zagospodarował przestrzeń, która dotychczas nie interesowała nikogo. Przestrzeń pomiędzy sztuką DJ-ów, kulturą masową, a muzyką współczesną i eksperymentalną, tworzoną przez akademików.
Z polskich artystów wystąpili między innymi: FONIKA, C.H. DISTRICT, SEED PROJECT, April Tone, projekty związane z labelem GB Productions: UAB, SNUB, Narzędzie, Eta Carinae, Looptroter, Rzutnik B9, Lord of Flies, Scena Video: Fonica i Wizja System.

### 2003
Pierwsza międzynarodowa i duża odsłona WEF, zrealizowana w „Jadłodajni Filozoficznej”, „Zachęcie”, „Kordegardzie” oraz klubie „Deep”.
Wystąpili między innymi: Kareem (Berlin, Zhark records), T.A.S.E.E. (Trzaska & Seed Electronic Ensamble). MapStation (Berlin), Remco Shumbiers (Club Transmediale), Paul Faringtone (znany też jako TONNE, Wielka Brytania), Seed Project, Quriozum, Tymek Borowski, Rzutnik B9, Sing Sing Penelope, C.H. District, Ryszard Marek Kędzierski, GB Productions Team (Gregtor, Bartholomeus, Goortsheen), Władca Much – LOF (Lord of Flies), Ping Melody (Pawel Janicki), GameBoyzz Orchestra, Jarosław Kujda, April Tone, Tappo Kontakt (Remco Schuurbiers).
Podczas festiwalu zaprezentowano wybrane prace w ramach X Międzynarodowego Biennale Sztuki Mediów WRO 03 następujących artystów: Pierre-Yves Cruaud, Robert Arnold, Ai Hasegawa (Soundtrack: Usman Haque), Andrzej K. Urbański, Dennis Miller, Riichiro Mashima, Dietmar Offenhuber (muzyka: Sam Auinger, Hannes Strobel), Jan Poppenhagen, Benny Nemerofsky Ramsay, Juan Romero, Jeroen Offerman.

### 2002
Idea dojrzała do tego, aby została zorganizowana pierwsza duża edycja Warsaw Electronic Festival w oparciu o koncepcję zderzenia elektroniki z jazzem. Impreza odbyła się pod hasłem „Elektroniczny Odjazzd”. Podczas wydarzenia można było zobaczyć eksperymentujących Mikołaja Trzaskę (saksofon) i Cezarego Ostrowskiego (laptop) obok grupy Quriozum. Impreza odbyła się przy wsparciu Jazzradia i audycji poświęconej nowej elektronice o nazwie Future Shock. Jednodniowe wydarzenie w klubie „Qult” dla około 700-osobowej publiczności okazało się sukcesem, mimo że nigdy wcześniej w Warszawie nie było tego typu zderzenia klimatów.
Ideą festiwalu było ukazanie muzyki inspirowanej jazzem i technologią, a przede wszystkim w dużym stopniu muzyki improwizowanej. Wystąpili: Ecstazy Projekt, Mikołaj Trzaska & Bexa Lala, Quriozum, DJ Miki Spektakular (obecnie Radio Roxy), DJ Sorbee Sorbiani (ówczesne Jazzradio), Seed Project (Jarek Grzesica) i inni. Festiwal zorganizowany przy współpracy z Jazzradiem był niejako połączony z jazzradiową audycją Future Shock poświęconą podobnej fuzji gatunków.

### 2001
Rozpoczął swoją działalność portal syntezatory.pl, jednoczący ludzi tworzących muzykę z wykorzystaniem komputerów, zainteresowanych teorią powstawania dźwięku, syntezą wirtualną, nowymi technologiami. Rozwijający się portal stał się zaczątkiem idei stworzenia polskiej sceny nowej elektroniki, zebranej wokół zagadnień praktycznych, oraz inspiracji technologią. Warsaw Electronic Festival w skromnej niezależnej formie rozpoczął działalność. Pierwszą edycją było jednodniowe wydarzenie koncertowe prezentujące lokalnych warszawskich wykonawców, połączone z warsztatami związanymi z wykorzystaniem sprzętu.